# سیبری نو
سیبری نو (به روسی: Но́вая Сиби́рь، نووایا سیبیر) یک جزیره در روسیه است که در میان دریای لاپتف و دریای سیبری شرقی واقع شده‌است.

## خصوصیات
سیبری نو ۷۶ متر بالاتر از سطح دریا واقع شده‌است.